# Conny Restle
Conny Restle (* 18. November 1960 in München) ist eine deutsche Musikwissenschaftlerin, Museumsdirektorin und Hochschullehrerin.

## Leben
Restles Vater ist der Byzantinische Kunsthistoriker Marcell Restle. Restle legte 1980 das Abitur am humanistischen Wilhelmsgymnasium München ab. Von 1980 bis 1985 studierte sie Musikwissenschaft, Lateinische Philologie des Mittelalters und Deutsche Philologie des Mittelalters an der Universität München. Nach Abschluss des Studiums mit dem Magister Artium arbeitete sie von 1986 bis 1989 bei der Gesellschaft für Bayerische Musikgeschichte. 1989 wurde Restle im Fach Musikwissenschaft mit einer Arbeit über Bartolomeo Cristofori und die Anfänge des Hammerclaviers promoviert. Von 1989 bis 1991 nahm sie die Wissenschaftliche Assistenz und verantwortliche Koordination des Forschungsprojekts „Cembali – Hammerclaviere“ des Österreichischen Fonds zur Förderung der wissenschaftlichen Forschung in Wien wahr.
1992 ging Restle an das Musikinstrumenten-Museum des Staatlichen Instituts für Musikforschung Berlin (SIMPK) und ist dort seit 1994 als Leiter des Musikinstrumenten-Museums tätig. Seit 2002 ist Restle Direktorin des Musikinstrumenten-Museums mit dem Titel Professorin. 2012 wurde sie zur Honorarprofessorin an der Universität der Künste Berlin ernannt.
Zu ihren Forschungsschwerpunkten gehören neben den Tasteninstrumenten auch die Instrumente der Antike, des Mittelalters und des 16. bis frühen 20. Jahrhunderts. Außerdem widmete sie sich Forschungen zur Akustik und zur Historischen Aufführungspraxis.
Restle ist Mitglied des Redaktionskollegiums der musica instrumentalis – Zeitschrift für Organologie.

## Schriften (Auswahl)
- Bartolomeo Cristofori und die Anfänge des Hammerclaviers. Quellen, Dokumente und Instrumente des 15. bis 18. Jahrhunderts. Editio Maris, München 1991, ISBN 3-925801-07-3 (Titelblatt und Inhaltsverzeichnis bei der DNB)
- mit Dagmar Droysen-Reber: Berliner Musikinstrumenten-Museum. Bestandskatalog der europäischen Musikinstrumente 1888-1993. Berlin o. J. (ca. 1994), ISBN 3-922378-21-8
- Neuerwerbungen 1993–1994. 10 Jahre Musikinstrumenten-Museum am Kulturforum. Berlin 1994
- (Hrsg.): Das Berliner Bach-Cembalo. Ein Mythos und seine Folgen. Berlin 1995
- (Hrsg.): Faszination Klavier – 300 Jahre Pianofortebau in Deutschland. München 2000
- (Hrsg.): Richard Strauss im kaiserlichen Berlin. Berlin 2001
- mit Heike Fricke (Hrsg.): Faszination Klarinette. München 2004
- Beethoven und das Hammerklavier, in: Klang und Begriff. Perspektiven musikalischer Theorie und Praxis, hrsg. im Auftrag des Staatlichen Instituts für Musikforschung Preußischer Kulturbesitz, Berlin, von Thomas Ertelt und Conny Restle, Bd. 2, Beethovens Klaviervariationen op. 34, Berlin 2007
- mit Christopher Li (Hrsg.): Faszination Gitarre. Berlin 2010
- mit Christian Breternitz (Hrsg.): Valve. Brass. Music. 200 Jahre Ventilblasinstrumente. Berlin 2013, ISBN 978-3-89479-836-9
- mit Benedikt Brilmayer und Sarah-Indriyati Hardjowirogo (Hrsg.): Good Vibrations. Eine Geschichte der elektronischen Musikinstrumente / A History of Electronic Musical Instruments. Berlin 2017, ISBN 978-3-422-07401-9